# Ostrobotnia Centrală
Ostrobotnia Centrală (finlandeză Keski-Pohjanmaan maakunta, suedeză Mellersta Österbottens landskap) este una dintre cele 20 regiuni ale Finlandei. Capitala sa este orașul Kokkola.

## Comune
Ostrobotnia Centrală are în componență 12 comune:
| - Halsua - Himanka - Kannus - Kaustinen - Kokkola - Kälviä | - Lestijärvi - Lohtaja - Perho - Toholampi - Ullava - Veteli |

1. ↑   (PDF) https://www.maanmittauslaitos.fi/sites/maanmittauslaitos.fi/files/attachments/2021/01/Vuoden_2021_pinta-alatilasto_kunnat_maakunnat.pdf Lipsește sau este vid: |title= (ajutor)